# Suzuki Kei
Suzuki Kei – mały samochód osobowy typu kei-car produkowany przez japońską firmę Suzuki w latach 1998-2009. Dostępny jako 3- lub 5-drzwiowy hatchback. Do napędu używano benzynowych silników R3 o pojemności 0,7 litra, także z turbodoładowaniem. Moc przenoszona była na oś przednią (opcjonalnie AWD) poprzez 5-biegową manualną bądź 4-biegową automatyczną skrzynię biegów.

## Dane techniczne ('03 R3 0.7)

### Silnik
- R3 0,7 l (658 cm³), 4 zawory na cylinder, DOHC
- Układ zasilania: wtrysk
- Średnica cylindra × skok tłoka: 68,00 mm × 60,40 mm
- Stopień sprężania: 10,5:1
- Moc maksymalna: 54 KM (40 kW) przy 6500 obr./min
- Maksymalny moment obrotowy: 63 N•m przy 3500 obr./min

## Dane techniczne (R3 0.7 Turbo)

### Silnik
- R3 0,7 l (658 cm³), 4 zawory na cylinder, DOHC, turbo
- Układ zasilania: wtrysk
- Średnica cylindra × skok tłoka: 68,00 mm × 60,40 mm
- Stopień sprężania: 8,4:1
- Moc maksymalna: 64 KM (47 kW) przy 6500 obr./min
- Maksymalny moment obrotowy: 106 N•m przy 3500 obr./min